# Барбадоски долар
Вижте пояснителната страница за други значения на долар.
Барбадоският долар (на английски: Barbadian dollar) е официалното разплащателно средство и парична единица в Барбадос. Дели се на 100 цента.

## Монети и банкноти

### Монети
Има монети от 1, 5, 10, и 25 цента.

### Банкноти
Емитират се банкноти от 2, 5, 10, 20, 50 и 100 долара.